# Ганс фон Ганштайн
Ганс фон Ганштайн (нім. Hans von Hanstein; 28 листопада 1883, Бранденбург-на-Гафелі — 26 березня 1975, Бонн) — німецький офіцер, генерал-майор вермахту.

## Біографія
22 березня 1902 року вступив в Прусську армію, служив в піхоті. Учасник Першої світової війни. Після демобілізації армії залишений в рейхсвері. 28 лютого 1933 року звільнений у відставку. 1 травня 1933 року вступив в ландвер і був направлений у командне управління в Берліні, 1 жовтня 1933 року — до інспектора спорядження піхоти Імперського військового міністерства. З 5 березня 1935 року — офіцер служби комплектування. 15 жовтня 1935 року зарахований на дійсну службу і призначений інспектором спорядження піхоти ОКГ. 1 червня 1939 року знову звільнений у відставку. 1 серпня 1941 року призваний в армію і очолив особливий штаб A Головного управління ОКГ. З 1 липня 1944 року — генерал військових технологій ОКГ. 27 липня 1945 року взятий в полон радянськими військами. 21 жовтня 1949 року звільнений.

## Звання
- Фенріх запасу (22 березня 1902)
- Фенріх (18 жовтня 1902)
- Лейтенант (18 серпня 1903)
- Оберлейтенант (18 серпня 1912)
- Гауптман (28 листопада 1914)
- Майор (1 квітня 1926)
- Оберстлейтенант (1 лютого 1931)
- Оберст запасу (28 лютого 1933)
- Оберстлейтенант (1 жовтня 1933)
- Оберст (15 жовтня 1935)
- Генерал-майор (1 серпня 1942)

## Нагороди
- Залізний хрест
  - 2-го класу (22 вересня 1914)
  - 1-го класу (30 березня 1915)
- Нагрудний знак «За поранення» в чорному (10 травня 1918)
- Почесний хрест ветерана війни з мечами
- Медаль «За вислугу років у Вермахті»
  - 4-го, 3-го, 2-го і 1-го класу (25 років; 2 жовтня 1936) — отримав 4 нагороди одночасно.
  - особливого класу (40 років)
- Хрест Воєнних заслуг
  - 2-го класу з мечами (30 січня 1941)
  - 1-го класу з мечами (30 січня 1942)